# 仙台鉄道
仙台鉄道（せんだいてつどう）は、かつて宮城県仙台市にあった通町駅と古川市（現・大崎市）の西古川駅を結んでいた軽便鉄道である。仙台弁の接尾辞を補って「軽便っこ」との愛称で呼ばれた。旧名を「仙台軌道」と称し、軽便鉄道としては珍しく44キロメートル弱の長大な路線を保有していた。第二次世界大戦後の部分廃止を経て、1960年（昭和35年）に全線が廃止された。
会社は他社と合併し、現在の宮城交通となっている。

## 路線データ
廃止時点のもの。
- 路線距離（営業キロ）：43.9km
- 軌間：762mm
- 駅数：20駅（起終点駅含む）
- 複線区間：なし（全線単線）
- 電化区間：なし

## 歴史
現在の東北本線の前身に当たる日本鉄道が明治時代中頃に宮城県まで延びた時、仙台より南側はおおむね江戸時代の奥州街道に沿うように路線が敷設された。他方、仙台以北については、東北地方開発の中心的事業として推進された野蒜築港に接続するため、奥州街道を外れて仙台から北東の松島湾に向かう経路で計画されたが、建設過程で野蒜築港が頓挫したため、まずは塩釜港まで建設された。日本鉄道は青森に向かってさらに路線の建設を進めたが、この時、岩切駅から分岐して利府と松島を経由し、大崎地方東部の志田郡や遠田郡を縦貫する東寄りのルートを採用した。そのため、仙台以北の奥州街道沿いの旧宿場町は近代的交通手段から取り残される形となった。
この仙台以北の旧宿場町を鉄道で結ぶという構想は明治時代の末から存在した。1911年（明治44年）に仙台商業会議所の八木久兵衛が宮城県知事に対して、仙台から古川を経由して小牛田に至る軽便鉄道を県費で敷設するように意見した。また1912年（大正元年）、仙台や七北田、富谷、吉岡、三本木、古川の有志が軽便鉄道期成同盟会を結成し、資本金120万円をもって、仙台、七北田、富谷、色麻、中新田、古川、築館を結ぶ軽便鉄道の敷設計画を立案した。この計画は石巻線の前身の仙北軽便鉄道の発起人としても名を連ねた荒井泰治や仙台市長を務めた早川智寛などの発起人によって1913年（大正2年）に国に提出されたが、1914年（大正3年）に不許可と判断された。
1917年（大正6年）に仙台と古川を結ぶ人車軌道の特許申請が国に提出された。発起人は、荒井泰治、坂元蔵之允、伊沢平左衛門、佐々木重兵衛、清野喜平治、松良盤植、田手喜市、小原辰三郎、但木良治、奥野七次郎、内ヶ崎文之助、岩淵文衛門、永沢泰吉で、資本金は50万円だった。これが仙台鉄道の前身に当たる仙台軌道である。この計画に対して宮城県は馬車鉄道を勧めたが、仙台軌道は人車で対応できない時に馬車に変更するとして、1918年（大正7年）に人車軌道のまま国から特許を得た。しかしすぐさま人力では運行できないことが判明し、計画していた動力を蒸気機関へと変更した。実際に建設工事が始まったのは1919年（大正8年）である。しかしこの頃、物価が高騰していた影響で、軌道の敷設工事は捗らなかった。1921年（大正10年）には吉岡町などが仙台軌道に補助金を出して工事を援助した。仙台軌道の本社は仙台におかれ、路線のルートは北仙台近くの通町を起点に東へ進み、東照宮から北上して八乙女、七北田を経由し、それ以北はおおよそ奥州街道の宿場町に沿うように吉岡まで続いた。計画では吉岡から古川の間に線路を敷設することになっていたが、吉岡から中新田へのルートに変更された。これは、鳴瀬川への架橋経費削減や王城寺原陸軍演習場への兵員や軍事物資の輸送のためである。仙台軌道の計画がなくなることになった古川は、陸羽東線がすでにあることから譲歩したのだろうと推察されている。また、動力はガソリン機関車にさらに変更されたが、開通後には蒸気機関も併用されることになる。

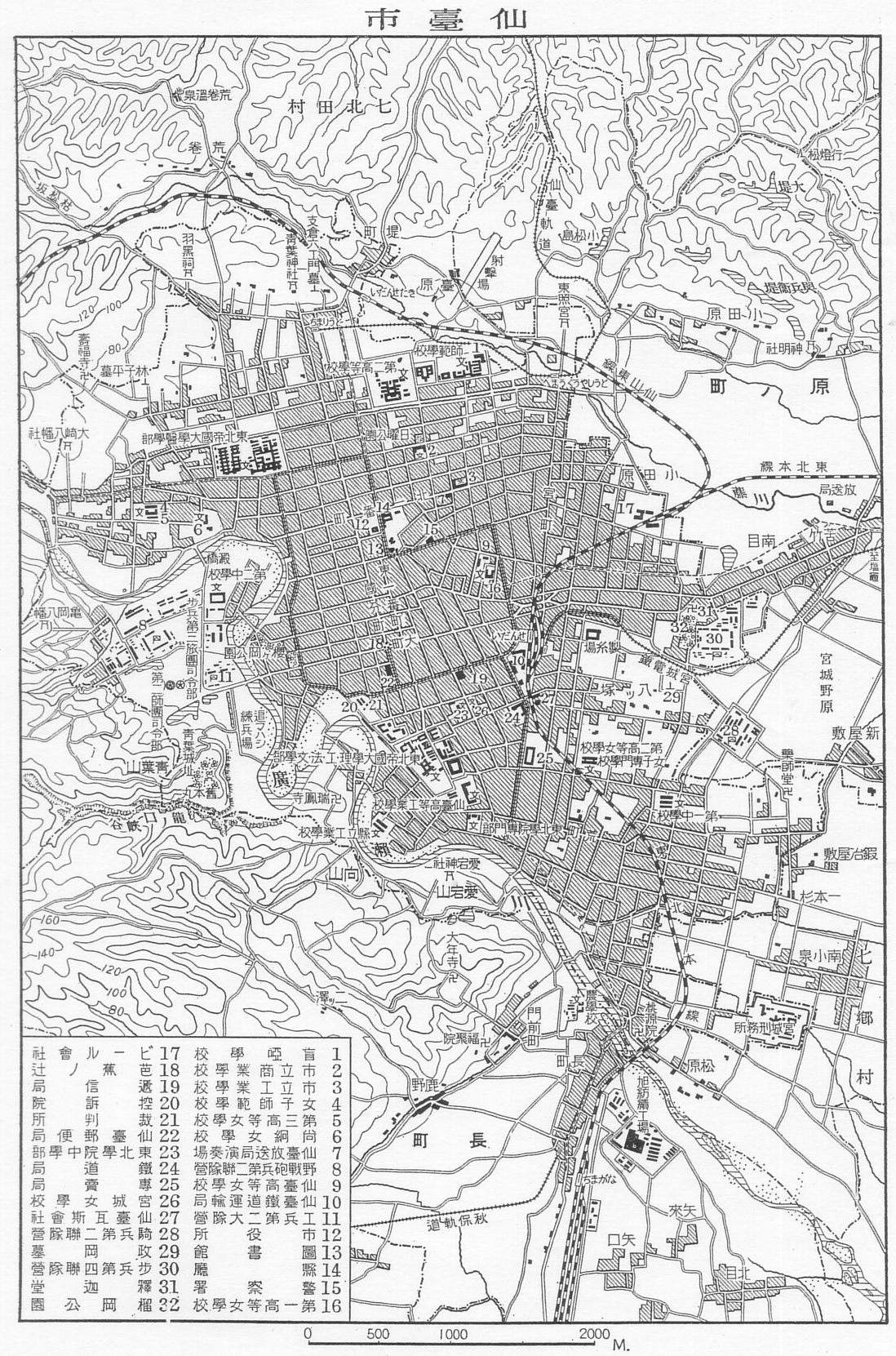
1927年（昭和2年）頃の仙台市および近郊地図。地図の上部に「仙臺軌道」が細線で図示されている。この時点では仙台市電の北仙台線は未開業で、仙台軌道の起点は通町だった。

1922年（大正11年）10月6日、仙台の通町駅から七北田村の八乙女駅の間で仙台軌道は開業した。通町駅は、仙台の城下町を南北に貫く奥州街道の北の端、通町にある青葉神社の門前南東の北田町付近に置かれた。開通当時は通町駅と東照宮前駅の各々の周辺は仙台市内だったが、それ以外の軌道沿いは郡部の町村だった。仙台軌道は1923年（大正12年）に吉岡まで開通し、1928年（昭和3年）に中新田へ至って全線開通した。通町と中新田の間の所要時間は約2時間20分だった。この間、仙台軌道は仙台鉄道に社名を変えた。仙台鉄道は旅客輸送のほか、米などの農産物、大松沢丘陵からの亜炭、薪炭、加美郡色麻村の王城寺原演習場への物資や兵員輸送などに利用された。しかし、開業してまもない大正末期以降、並行道路上を走るバスやトラックなどと競合した。また、1923年（大正12年）に通町駅と秋保石材電気軌道の長町駅とをつなぐ青葉軌道が出願されたが、これは未成線のまま終わった。
1937年（昭和12年）、仙台市電北仙台線が開通した。北仙台線の計画段階において仙台鉄道と仙台市電が交差することが問題になり、これについて国は立体交差を指示したが、建設費用の問題から仙台市は仙台鉄道へ平面交差を申し入れた。最終的には、仙台市が費用を負担するという事を条件に仙台鉄道の起点を通町から北仙台に移転することで両者が合意した。これによって、仙台鉄道は通町駅と北仙台駅の間が廃止になり、北仙台駅が起点になった（同年中に北仙台を社北仙台に改称）。これ以降、国鉄、仙台鉄道、仙台市電の3つの鉄軌道が集まる北仙台は、仙台の北のターミナル駅となった。
戦後、沿線住民の買い出しや燃料事情悪化に伴う三本木産出の亜炭の輸送で仙台鉄道は活況を呈し、1945年（昭和20年）から1947年（昭和22年）は黒字営業だった。しかし、その後はバスに乗客を取られて経営が悪化した。小口輸送においても、トラックや荷役馬車が仙台への流通主体となって苦境に立たされた。さらに1947年（昭和22年）のカスリーン台風、1948年（昭和23年）のアイオン台風と2度にわたる台風の被害に遭い、鉄橋や線路が流された。被害は復旧されたが、復旧費用支出により経営が著しく悪化した。1950年（昭和25年）の風水害を期に、路線の大部分である社北仙台と加美中新田の間約40キロメートルを廃止し、バスに転換した。加美中新田と中新田の間は陸羽東線と中新田市街を結ぶ3キロメートル強の支線のような状態で細々と運行されたが、1960年（昭和35年）に廃線となった。

### 年表
日付は資料によって差異がある。
- 1918年（大正7年）9月11日 軌道特許状下付（仙台市-志田郡古川町間 人車軌道[注 2]）[12]
- 1919年（大正8年）12月10日 仙台軌道株式会社設立（社長 荒井泰治）[13][14]
- 1920年（大正9年）11月29日 動力を蒸気からガソリンに変更申請
- 1922年（大正11年）
  - 1月27日 軌道特許状下付（黒川郡大衡村-志田郡志田村間 動力 瓦斯倫）[15]
  - 10月6日[16] 通町 - 八乙女間開通
- 1923年（大正12年）
  - 4月26日[16]または27日[17] 八乙女 - 七北田間開通
  - 7月5日[16] 七北田 - 大沢間開通
  - 9月27日[16]または9月30日[18] 大沢 - 富谷間開通
  - 12月10日 動力の蒸気力併用申請
  - 12月22日[16][17] 富谷 - 吉岡間開通
- 1925年（大正14年）2月2日[16]または6月26日[17] 加美中新田 - 中新田（後の西古川）間開通
- 1926年（大正15年）
  - 3月11日 軌道特許失効（黒川郡大衡村-志田郡古川町間 指定ノ期間内ニ工事施工認可申請ヲ為ササルタメ）[19]
  - 5月14日 仙台市堤通-黒川郡吉岡町間、志田郡志田村-加美郡中新田町間を地方鉄道に変更（許可）[20]
- 1926年（昭和元年）12月25日[16][17] 社名を仙台鉄道株式会社に改称
- 1928年（昭和3年）
  - 3月15日[16]または3月20日[17] 吉岡 - 大衡間開通
  - 4月 乗合・貨物自動車営業認可（大衡 - 三本木間）
  - 5月17日[16]または5月16日[17] 大衡 - 加美一ノ関間開通
  - 9月18日[17]または9月21日[16] 加美一ノ関 - 西四竈間開通
  - 10月1日[17] 通町 - 吉岡間、加美中新田 - 中新田（西古川）間を軌道から鉄道に変更
- 1929年（昭和4年）
  - 9月17日 西四竈 - 加美中新田間が開通し、通町 - 加美中新田間の全線開通[16]。吉岡 - 加美中新田間を軌道から鉄道に変更[17]
  - 9月29日[16] 北仙台駅を開業
- 1933年（昭和8年） 気動車導入（ガソリンカー。仙南温泉軌道からの中古車1両）。以後1940年（昭和15年）までに自社の客車改造気動車2両、メーカー新製気動車1両を導入
- 1937年（昭和12年）
  - 2月[16][21] 通町 - 北仙台間廃止、起点が北仙台となる。
  - 10月27日 北仙台駅を社北仙台駅に改称届出[9]
- 1943年（昭和18年） 山ノ寺駅付近で排煙を原因とした山火事を発生させ、洞雲寺（山ノ寺）を全焼させてしまう。
- 1948年（昭和23年）9月 アイオン台風で甚大な被害
- 1950年（昭和25年）
  - 8月6日 台風による風水害で社北仙台 - 加美中新田間が不通
  - 12月20日 社北仙台 - 加美中新田間の運輸休止を請願[22]
- 1955年（昭和30年）10月4日 社北仙台 - 加美中新田間の運輸営業廃止を申請
- 1956年（昭和31年）3月14日[17]または4月5日[16] 社北仙台 - 加美中新田間廃止
- 1957年（昭和32年）4月1日[16] 中新田駅を西古川駅に改称
- 1959年（昭和34年）6月15日 加美中新田 - 西古川間の運輸営業廃止を申請
- 1960年（昭和35年）5月1日[16][17] 加美中新田 - 西古川間の運輸営業廃止、バス専業となる。仙北鉄道が経営参加、同社傘下に入る
- 1962年（昭和37年）4月17日 仙台鉄道・古川交通・塩釜交通が合併、宮城バス（初代）設立
- 1964年（昭和39年）4月14日 仙北鉄道・宮城バスが合併、宮城バス設立。存続会社は仙北鉄道
- 1970年（昭和45年）10月1日 仙南交通、宮城中央バスと合併、宮城交通（初代）発足

## 駅一覧
初期の停車場
通町 - 東照宮前 - 八乙女
全線開通時（1929年）
通町 - 北仙台 - 東照宮前 - 八乙女 - 七北田 - 山ノ寺 - 陸前大沢 - 黒川小野 - 富谷 - 志戸田 - 吉岡 - 大童 - 大衡 - 本町 - 王城寺原 - 加美一ノ関 - 西四竈 - 四竈 - 鳴瀬川 - 加美中新田 - 中新田
位置など
- 通町駅 - 社北仙台駅間の軌道沿いに仙台浅草ができた。
- 社北仙台駅跡は、2003年（平成15年）まで宮城交通本社と北仙台ターミナルだった。
- 東照宮前駅跡は、仙山線・東照宮駅に近い場所にあった。
- 八乙女駅跡は、仙台市地下鉄南北線八乙女駅より北側にあった。
- 吉岡駅跡は、吉岡営業所となる。鉄道廃止後は駅舎を営業所として使用していた。

## 接続路線
事業者名などは廃止時点のもの。
- 社北仙台駅：国鉄仙山線
- 西古川駅：国鉄陸羽東線

## 車両
開業にあたりアメリカのミルウォーキ製ガソリン機関車3両を導入する。同じ1922年に開業した五城目軌道、札幌軌道と共に一般営業で最初にガソリン機関車を使用した軌道となった。しかし馬力がなく、チェーン切断、ギヤ切損のトラブルが続き、開業2年後に蒸気機関車を購入した。
ナローゲージの軽便鉄道としては比較的建築限界は大きく取られており、客車は当初より2軸ボギー車だった。他の762ミリメートル軌間で建設された軽便鉄道の仙南温泉軌道で導入されたが建築限界をクリアできなかった気動車を買い取ったこともある。動力もガソリン機関車を当初より採用し、後にこれの出力不足と戦時下のガソリン統制から蒸気も併用したが、戦後すぐにディーゼル機関車の導入を再開している。また戦後、この種の軽便鉄道によくあった客車の気動車化や2軸単車の新製気動車を導入したが、よく見られた単端式ではなく、両運転台式を採用するなど、車両技術面では意欲的な面があった。
機関車
- DB701形

客車
- ハ1形

気動車
仙南温泉軌道より木製鋼張ボギー車1両を購入。自社の木製ボギー客車にエンジンを載せた改造車2両、丸山車両製の半鋼製2軸車1両。合計4両がすべて。

### 車両数の変遷
| 年度      | 機関車   | 機関車 | 内燃動車 | 客車 | 貨車 | 貨車 |
| 年度      | ガソリン | 蒸気   | 内燃動車 | 客車 | 有蓋 | 無蓋 |
| --------- | -------- | ------ | -------- | ---- | ---- | ---- |
| 1922-1924 | 3        |        |          | 5    | 6    | 6    |
| 1925      | 1        | 3      |          | 5    | 6    | 11   |
| 1926      | 1        | 4      |          | 9    | 5    | 9    |
| 1927      | 1        | 5      |          | 10   | 5    | 9    |
| 1928      | 1        | 4      |          | 14   | 8    | 13   |
| 1928-1929 |          | 6      |          | 14   | 8    | 13   |
| 1930      |          | 5      |          | 10   | 8    | 13   |
| 1931-1932 | 1        | 5      |          | 10   | 8    | 13   |
| 1933      |          | 5      | 1        | 11   | 9    | 20   |
| 1934      |          | 5      | 2        | 10   | 9    | 24   |
| 1935-1937 |          | 5      | 3        | 9    | 9    | 24   |
| 1946      | -        | 8      | 2        | 13   | 13   | 34   |
| 1948      | -        | 10     | 2        | 13   | 13   | 20   |
| 1950      | -        | 9      | 2        | 9    | 9    | 39   |
| 1953      | 1        | 1      | 2        | 2    | 2    | 2    |
| 1957      | 1        | 0      | 2        | 2    | 2    | 3    |

- 鉄道省鉄道統計資料、鉄道統計資料、鉄道統計各年度版、『軽便追想』、212頁

## 輸送・収支実績
| 年度 | 乗客（人） | 貨物量（トン） | 営業収入（円） | 営業費（円） | 益金（円） | その他益金（円）    | その他損金（円）               | 支払利子（円） | 政府補助金（円） |
| ---- | ---------- | -------------- | -------------- | ------------ | ---------- | ------------------- | ------------------------------ | -------------- | ---------------- |
| 1922 | 6,752      | 42             | 2,186          | 2,516        | ▲ 330      |                     |                                |                |                  |
| 1923 | 58,597     | 272            | 19,613         | 28,015       | ▲ 8,402    |                     |                                | 3,752          |                  |
| 1924 | 89,902     | 4,757          | 68,204         | 59,890       | 8,314      |                     | 償却金2,771                    | 429            |                  |
| 1925 | 198,271    | 6,848          | 88,223         | 63,183       | 25,040     |                     |                                | 626            |                  |
| 1926 | 245,457    | 8,693          | 97,383         | 71,466       | 25,917     |                     |                                | 23,582         |                  |
| 1927 | 276,251    | 9,478          | 106,584        | 74,697       | 31,887     |                     | 償却金33,796                   | 23,254         |                  |
| 1928 | 264,760    | 8,905          | 104,440        | 72,546       | 31,894     | 地方鉄道及自動車265 | 雑損182                        | 24,739         |                  |
| 1928 | 41,500     | 1,772          | 13,842         | 9,741        | 4,101      |                     | 軌道及自動車842                | 2,844          |                  |
| 1929 | 284,328    | 8,758          | 95,050         | 69,580       | 25,470     |                     | 社債差損金1,864軌道自動車9,781 | 18,320         |                  |
| 1930 | 285,810    | 8,290          | 91,511         | 88,359       | 3,152      | 自動車2,005         | 雑損350                        | 56,017         | 16,338           |
| 1931 | 193,975    | 9,593          | 66,039         | 54,905       | 11,134     | 自動車1,631         | 雑損1                          | 56,397         | 27,199           |
| 1932 | 163,170    | 10,220         | 63,690         | 51,807       | 11,883     | 自動車958           | 雑損5,370                      | 38,585         | 30,624           |
| 1933 | 192,991    | 20,103         | 82,575         | 51,797       | 30,778     | 自動車2,258         | 雑損29,885                     | 36,839         | 33,986           |
| 1934 | 204,922    | 27,292         | 75,584         | 58,854       | 16,730     |                     | 雑損16,523自動車366            | 33,735         | 34,349           |
| 1935 | 214,855    | 15,942         | 69,148         | 62,182       | 6,966      | 自動車92債務免除226 | 雑損6,453自動車8,089           | 31,997         | 30,135           |
| 1936 | 196,548    | 13,736         | 65,225         | 59,430       | 5,795      |                     | 雑損償却金5,099自動車5,709     | 20,632         | 25,960           |
| 1937 | 241,862    | 10,119         | 65,254         | 61,516       | 3,738      |                     | 雑損5020自動車5,747            | 19,089         | 23,334           |
| 1939 | 375,091    | 14,415         |                |              |            |                     |                                |                |                  |
| 1941 | 614,482    | 9,698          |                |              |            |                     |                                |                |                  |
| 1943 | 1,007,162  | 25,494         |                |              |            |                     |                                |                |                  |
| 1945 | 1,089,777  | 14,153         |                |              |            |                     |                                |                |                  |
| 1952 | 393,089    | 1,541          | 6,540,491      | 6,312950     | 227,636    |                     |                                |                |                  |
| 1958 | 517千      | 940            |                |              |            |                     |                                |                |                  |

- 鉄道省鉄道統計資料、鉄道統計資料、鉄道統計、国有鉄道陸運統計、地方鉄道統計年報、私鉄統計年報各年度版
- 1928年度は地方鉄道に変更したため軌道鉄道に重複計上

## 仙台鉄道唱歌
鉄道唱歌の替え歌で、当時の機関士が歌っていたもの。
1. 仙台あとに颯爽と
仙中線はB6の
汽笛の音もかるやかに
走る姿はがたがたよ
2. 七北田すぎて野は緑
松風吹くや大沢の
みどりの丘の野をこえて
富谷、志戸田と吉岡へ